# ГЕС Вань I
ГЕС Вань 1 (湾一水电站) — гідроелектростанція в центральній частині Китаю в провінції Сичуань. Знаходячись між ГЕС Ван 2 та ГЕС Dàjīnpíng, становить нижній ступінь однієї з гілок каскаду у сточищі річки Sōnglín, правої притоки Дадухе, котра, своєю чергою, впадає праворуч до Міньцзян (великий лівий доплив Янцзи).
Стація діє у складі триступеневого каскаду, створеного на правому витоку Sōnglín річці Ванба. Відпрацьована ГЕС Ван 2 вода, а також захоплений із Ванби додатковий ресурс подаються до прокладеного через правобережний гірський  масив дериваційного тунелю довжиною близько 6 км. У підсумку ресурс надходить до наземного машинного залу, де встановлене генераторне обладнання потужністю 69 МВт, яке забезпечує виробництво 349 млн кВт·год електроенергії на рік.